# 이민기 (1993년)
이민기(李旼氣, 1993년 5월 19일 ~ )는 대한민국의 축구 선수로 현재 광주 FC에서 풀백으로 활약하고 있다.

## 프로 입단 전
초등학교 4학년 때부터 축구를 시작했으며 전주대학교 재학 시절에는 유니버시아드 대표팀 소속으로 자국에서 열린 2015년 하계 유니버시아드에도 출전하여 은메달을 목에 걸었다.

## 클럽 경력

### 광주 FC1기
2015년 12월 14일 자유 계약 선발을 통해 광주 FC에 입단하며 프로에 본격적으로 뛰어들었고 이듬해 6월 15일 열린 FC 서울과의 2016년 K리그1 14라운드 경기에서 프로 데뷔골을 터뜨렸으며 2016 시즌에는 9경기 출전에 그쳤지만 2017 시즌부터 광주의 주전으로 발탁되어 28경기 2어시스트를 기록하며 광주 FC의 창단 첫 FA컵 8강 진출에는 기여했음에도 불구하고 리그에서는 12팀 중 최하위에 그치며 차기 시즌 K리그2로 강등되고 말았다.

### 김천 상무
2018 시즌부터 2019 시즌까지 김천 상무(당시 상주 상무)에서 병역 의무를 이행하는 동안 21경기 1어시스트를 기록하면서 팀의 5년만의 FA컵 통산 2번째 4강 진출에 일조했으며 2019 시즌 이후 상무에서의 군 복무를 마치고 제대했다.

### 광주 FC 2기
2시즌간의 상무에서의 군 복무를 이행한 후 광주 FC로 복귀하여 2020 시즌 공식전 15경기에 출전했고 2021 시즌에서는 주로 레프트백으로 뛰면서 공식전 32경기 1득점 2어시스트를 기록했고 2번의 리그 라운드 베스트 11에 선정되기도 했다.
그리고 2022 시즌에서도 광주의 수비라인을 이끌며 3년만의 K리그2 우승과 함께 2년만의 K리그1 복귀에 기여했고 2023 시즌에서도 23경기 1골 1어시스트를 기록하며 3위라는 광주 구단 역사상 K리그1 역대 최고 성적과 함께 사상 첫 ACL 진출에 기여하는 등 현재까지도 광주의 주축 수비수로 활약하고 있다.

## 수상

### 클럽
광주 FC
- K리그1 : 3위 (2023)
- K리그2 : 우승 (2022)

김천 상무
- FA컵 : 4강 (2019)

### 국가대표팀
대한민국 유니버시아드
- 하계 유니버시아드 : 은메달 (2015)

## 여담
현재 싱가포르 축구 국가대표팀의 핵심 미드필더로 활약하고 있는 송의영과는 여의도고등학교 동기이자 동갑내기 절친으로 알려져 있으며 송의영이 밝힌 바에 의하면 현재까지도 거의 형제처럼 지내며 대화도 많이 한다고 한다.